# ساتورن يلتهم ابنه (لوحة غويا)
ساتورن يلتهم ابنه هو اسم للوحة من عمل الرسام الإسباني فرانشيسكو جويا. تصور اللوحة الأسطورة اليونانية المتعلقة بالتيتان المسمى كرونوس والذي -حسب الأسطورة- خوفا من أن يتم الإطاحة به من قبل أبنائه، يقوم بأكلهم كلهم عند ولادتهم.
هذه اللوحة ا هي واحدة من 14 لوحة تسمى باللوحات السوداء رسمها مباشرة على جدران منزله في وقت ما بين عامي 1819 و 1823 للميلاد. نقلت هذه اللوحة إلى القماش بعد وفاة جويا، ومنذ ذلك الحين تم تعليقها في متحف ديل برادو في مدريد.